# Tiro ai Giochi della V Olimpiade - Pistola militare individuale
La competizione della pistola militare individuale  di tiro a segno ai Giochi della V Olimpiade si tenne il 29 giugno 1912 a Kaknäs, Djurgården, Stoccolma.

## Risultati
Distanza 30 metri. 30 colpi divisi in 6 serie di 5 colpi ciascuna. Furono validi i colpi andati a bersaglio, in caso di parità di bersagli colpiti furono validi i punti.
| Pos.    | Atleta                     | Nazione     | Bersagli | Punti |
| ------- | -------------------------- | ----------- | -------- | ----- |
| Oro     | Al Lane                    | Stati Uniti | 30       | 287   |
| Argento | Paul Palén                 | Svezia      | 30       | 286   |
| Bronzo  | Hübner von Holst           | Svezia      | 30       | 283   |
| 4       | John Dietz                 | Stati Uniti | 30       | 283   |
| 5       | Ivan Törnmarck             | Svezia      | 30       | 280   |
| 6       | Eric Carlberg              | Svezia      | 30       | 278   |
| 7       | Georg de Laval             | Svezia      | 30       | 277   |
| 8       | Walter Winans              | Stati Uniti | 30       | 276   |
| 9       | Sándor Török de Szendrő    | Ungheria    | 30       | 275   |
| 10      | Hans Roedder               | Stati Uniti | 30       | 275   |
| 11      | Gustaf Boivie              | Svezia      | 30       | 272   |
| 12      | Edmond Sandoz              | Francia     | 30       | 272   |
| 13      | Patrik de Laval            | Svezia      | 30       | 268   |
| 14      | Georgy Panteleymonov       | Russia      | 30       | 265   |
| 15      | Vilhelm Carlberg           | Svezia      | 29       | 274   |
| 16      | Peter Dolfen               | Stati Uniti | 29       | 274   |
| 17      | Erik Boström               | Svezia      | 29       | 274   |
| 18      | Frans-Albert Schartau      | Svezia      | 29       | 270   |
| 19      | Reginald Sayre             | Stati Uniti | 29       | 268   |
| 20      | Adolf Schmal               | Austria     | 29       | 267   |
| 21      | Harry Sears                | Stati Uniti | 29       | 266   |
| 22      | Nikolaj Mel'nickij         | Russia      | 29       | 264   |
| 23      | Iōannīs Theofilakīs        | Grecia      | 29       | 263   |
| 24      | Pavel Voyloshnikov         | Russia      | 29       | 260   |
| 25      | Félix Alegría              | Cile        | 29       | 259   |
| 26      | Georges de Créqui-Montfort | Francia     | 28       | 263   |
| 27      | Konstantinos Skarlatos     | Grecia      | 28       | 261   |
| 28      | Amos Kash                  | Russia      | 28       | 260   |
| 29      | Frangiskos Mavrommatis     | Grecia      | 28       | 256   |
| 30      | Axel Gyllenkrok            | Svezia      | 28       | 255   |
| 31      | Maurice Faure              | Francia     | 28       | 250   |
| 32      | Grigory Shesterikov        | Russia      | 28       | 250   |
| 33      | Alexandros Theofilakīs     | Grecia      | 27       | 242   |
| 34      | Nikolaos Levidis           | Grecia      | 27       | 231   |
| 35      | Anastasios Metaxas         | Grecia      | 26       | 232   |
| 36      | Charles de Jaubert         | Francia     | 26       | 229   |
| 37      | Hugo Cederschiöld          | Svezia      | 26       | 225   |
| 38      | Harald Ekwall              | Cile        | 25       | 217   |
| 39      | Georg Meyer                | Germania    | 25       | 207   |
| 40      | Edmond Bernhardt           | Austria     | 25       | 194   |
| 41      | William McClure            | Regno Unito | 23       | 180   |
| 42      | Henri de Castex            | Francia     | 17       | 140   |